# Забрузди-Кольонія
Забрузди-Кольонія (пол. Zabruzdy-Kolonia) — село в Польщі, у гміні Мясткув-Косьцельни Ґарволінського повіту Мазовецького воєводства.
Населення — 143 особи (2011).
У 1975-1998 роках село належало до Седлецького воєводства.

## Демографія
Демографічна структура станом на 31 березня 2011 року:
|          | Загалом | Допрацездатний вік | Працездатний вік | Постпрацездатний вік |
| -------- | ------- | ------------------ | ---------------- | -------------------- |
| Чоловіки | 72      | 16                 | 49               | 7                    |
| Жінки    | 71      | 14                 | 40               | 17                   |
| Разом    | 143     | 30                 | 89               | 24                   |